# Бутка
Бу́тка (рос. Бутка) — село у складі Талицького міського округу Свердловської області.
Населення — 3077 осіб (2010, 3569 у 2002).
Національний склад станом на 2002 рік: росіяни — 98 %.

## Відомі особистості
В поселенні народились:
- Єльцин Борис Миколайович (1931—2007) — колишній президент Росії.
- Кожухар Олександр Теофанович (1942—2016) — фахівець у галузі оптико-електронних систем.